# Reuben, Reuben
Reuben, Reuben è un film di Robert Ellis Miller del 1983.

## Riconoscimenti
- 1984 - Premio Oscar
  - Nomination Miglior attore protagonista a Tom Conti
  - Nomination Migliore sceneggiatura non originale a Julius J. Epstein
- 1984 - Golden Globe
  - Nomination Miglior film drammatico
  - Nomination Miglior attore in un film drammatico a Tom Conti
  - Nomination Migliore sceneggiatura a Julius J. Epstein
- 1983 - National Board of Review Awards
  - Miglior attore a Tom Conti